# 石垣島事件
石垣島事件（いしがきじまじけん）は、太平洋戦争末期の1945年4月15日、沖縄県の石垣島で、海軍警備隊が同日撃墜し捕虜となったアメリカ海軍艦載機の搭乗員3人を殺害した事件。1948年にアメリカ軍横浜裁判で海軍警備隊の関係者ら46人が起訴され、41人が死刑判決を受け、うち7人の死刑が執行された。

## 背景
石垣島は、1944年10月の台湾沖航空戦後戦場となり、1945年4月の米軍の沖縄上陸後、連日米軍による空襲が行なわれ、米軍の上陸も噂されていた。海軍の石垣島警備隊（司令官・井上乙彦大佐）は、連日の空襲で死傷者を出しており、玉砕覚悟で切込訓練を行なうなど、緊張状態に置かれていた。

## 事件
1945年4月15日朝、沖縄県・石垣島の宮良飛行場を空襲した米海軍第97編成航空隊（Squadron VC-97、護衛空母「マカッサル・ストレイト」所属）のTBFが高射砲で撃墜され、3人の搭乗員（V・L・ティボ中尉、W・H・ロイド兵曹およびR・タグル兵曹）が落下傘により石垣島大浜海岸から200メートルほどの浅い海中に降りたところを、海軍警備隊により捕獲された。
海軍警備隊は、3人をバンナ岳麓の海軍警備隊本部防空壕のある空地へ連行し、米軍に関する情報収集のため取調べ・訊問を行なった。
同日夜10時頃、海軍警備隊は、3人を警備隊本部建物から150メートルほど離れた照空隊附近の荒れ地へ連行し、殺害して遺体を同地で穴に埋めた。海軍警備隊の井上司令官らが3名の殺害を決定し、震洋特攻隊員の幕田大尉がティボ中尉を、田口海軍少尉がタグル兵曹を日本刀で斬首・殺害、ロイド兵曹は榎本大尉の指示により、柱に縛りつけられ、20分ほどの間、50人ほどの兵士から殴打されたのち、藤中1等兵曹、成迫上等兵曹、榎本大尉ら、約40人に順番に銃剣で刺突され、死亡した。
敗戦後、警備隊員は米兵の遺体を掘り返して火葬にし、遺灰を西表島の北方3キロの海中に捨てた。
しかしその後、軍関係者がGHQに密告したことにより事件が発覚した。

## 裁判
アメリカ軍横浜裁判（米陸軍第8軍管轄）で海軍警備隊の司令官・井上大佐以下、将校11名、下士官8名、水兵27名の計46名が起訴された。
調査の初期段階で、井上司令官は自身が命令を下したことを認めず、副長・井上勝太郎大尉、榎本中尉らが互いに責任を回避・転嫁しようとしたため、命令者や責任の所在が不明確なまま、関係者多数が起訴されることになったとされている。

### 判決
1948年3月16日に判決が宣告された。1名が途中で免訴となり、判決は死刑41人、懲役20年1人、同5年1人、無罪2人だった。
ロイド兵曹を大勢の刺突により殺害したことについて、全員が虐待致死・死体冒涜をしたと判示され、3人の殺害について41人が絞首刑を宣告される判決となり、宣告時には法廷が騒然となった。

### 確認・再審査
絞首刑判決を受けた41人のうち、1949年1月28日に第8軍法務部による判決の確認（裁判記録の検討）手続きにより、命令に従って刺突を行ったものの、主体的に殴打や暴行を行わなかったとされた水兵31人が減刑となり、更に1950年3月18日に連合軍総司令部による死刑判決の再審査により3人が減刑となった。
井上司令と、4人の将校（井上大尉、幕田大尉、榎本大尉、田口少尉）および下士官2人（成迫上等兵曹、藤中1等兵曹）の7人については死刑が確定、最終的には絞首刑7人、終身刑8人、有期刑24人、無罪6人となった。

### 処刑
1950年4月7日に東京の巣鴨プリズンで7人の死刑が執行された。
7人が処刑されたのは朝鮮戦争勃発の2ヵ月前のことであり、巣鴨プリズンでの最後の死刑執行となった。

## 慰霊
2001年に石垣市と米国の有志により唐人墓公園の敷地内に慰霊碑が建立され、2011年現在、米軍兵士が処刑された4月15日に追悼式が行なわれている。

## 関連書籍
- 森口豁『最後の学徒兵 : BC級死刑囚・田口泰正の悲劇』講談社、1993年（文庫1996年）：石垣島事件で死刑を執行された田口少尉に関するノンフィクション
- 太田静男「石垣島事件」『八重山の戦争』南山舎、1996年。
- 作田啓一「われらの内なる戦争」『恥の文化再考』筑摩書房、1976年、75-107頁。